# Bittiolum
Bittiolum is een geslacht van slakken uit de familie van de Cerithiidae. De wetenschappelijke naam van het geslacht is voor het eerst geldig gepubliceerd in 1906 door Cossmann.

## Soorten
De volgende soorten zijn bij het geslacht ingedeeld:
- Bittiolum alternatum (Say, 1822)
- Bittiolum fastigiatum (Carpenter, 1864)
- † Bittiolum podagrinum (Dall, 1892)
- Bittiolum varium (Pfeiffer, 1840)